# 貝吉瑟爾山
47°14′48″N 11°23′59″E / 47.24667°N 11.39972°E

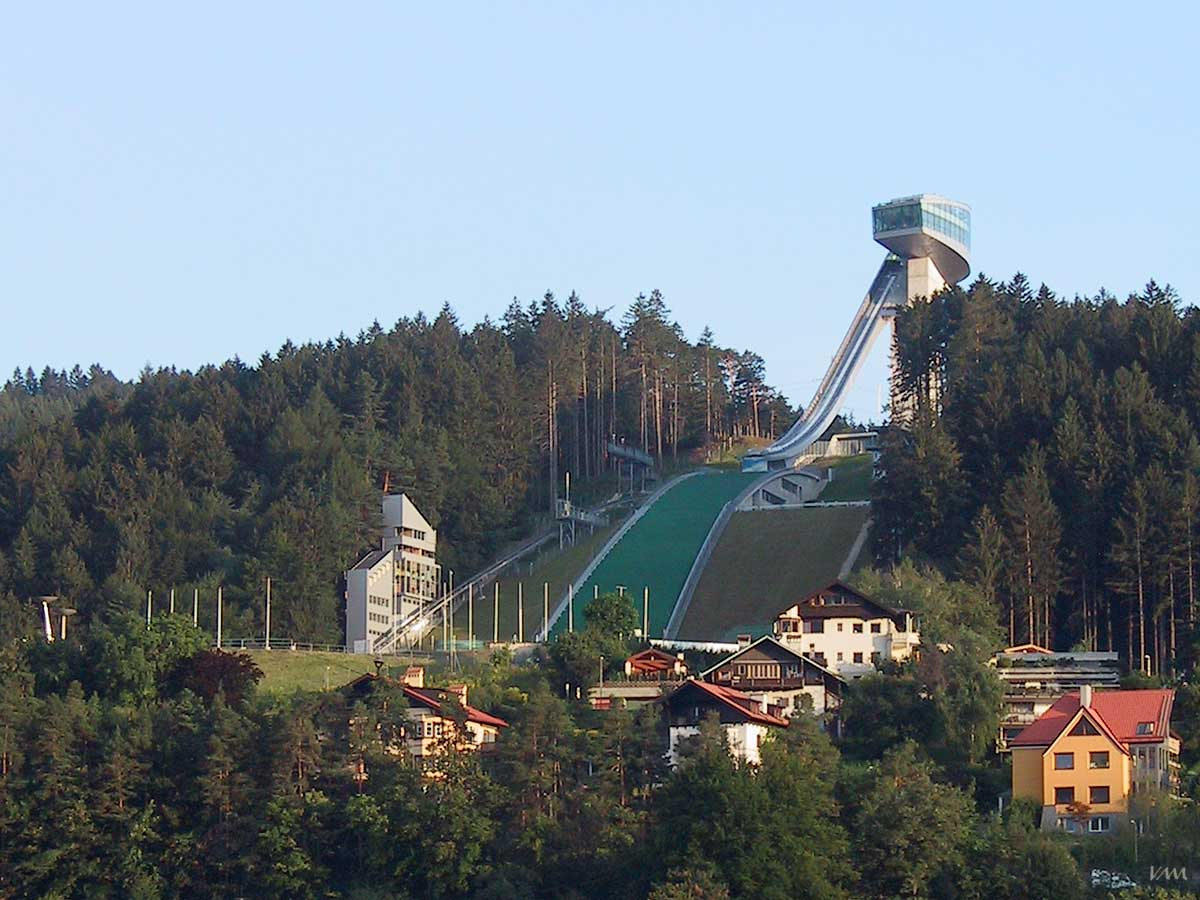

貝吉瑟爾山（德語：Bergisel），是奧地利的山峰，位於該國西部，由蒂羅爾州負責管轄，屬於斯圖拜阿爾卑斯山脈的一部分，處於因斯布鲁克以南，海拔高度746米，